# Big Saloon
Big Saloon è il primo album da solista di Beatrice Antolini, pubblicato il 5 maggio 2006.

## Il disco
Il disco è stato registrato per lo più in casa della stessa Antolini, con l'aiuto di alcuni amici, tra cui Marco Fasolo dei Jennifer Gentle. Si caratterizza di numerosi stili musicali fusi insieme: dal jazz all'indie pop passando per il vaudeville, rendendo il disco molto funambolico e fresco. I brani sono arricchiti da synth anni '80, contrabbasso, chitarre elettriche ed un utilizzo di numerosi strumenti a percussioni e rumori di fondo, compresi strilli e ammennicoli curiosi.
La Antolini è autrice dei testi e delle musiche di tutte le canzoni, cantate in lingua inglese; inoltre suona il pianoforte.

## Tracce
1. Bread and Puppets
2. Lazy Jazy
3. Topogò (Dancing Mouse)
4. Moved From a Town
5. Monster Munch
6. Riule Ule
7. Michael Night
8. Turtle and Peach in Love
9. Hi! Goodbye!
10. Applebug and His Doll
11. Brother's Bone
12. Coca Cola Shirley Cannonball
13. Jack

## Musicisti
- Beatrice Antolini - voce, chitarra, basso, tastiere, batteria, percussioni, cello, altro
- Marco Sadori - contrabbasso, basso
- Marco Fasolo - chitarra, basso, batteria, percussioni